# Xylopsocus gibbicollis
Xylopsocus gibbicollis là một loài bọ cánh cứng trong họ Bostrichidae.

## Hình ảnh

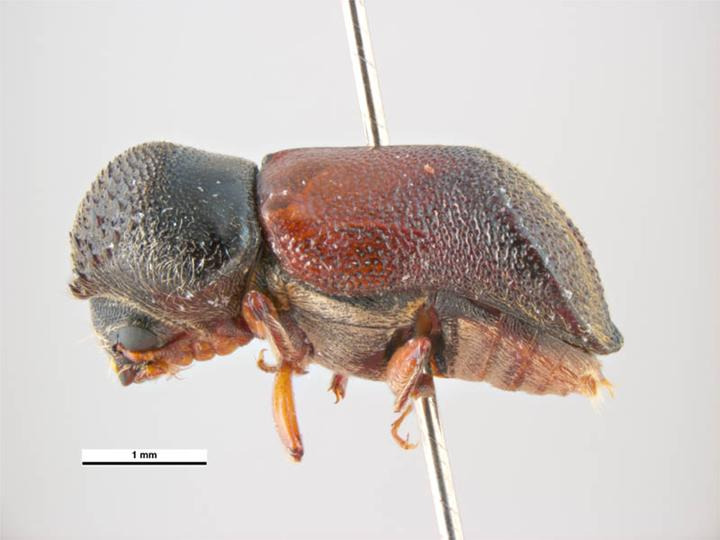